# Danh sách di sản văn hóa Tây Ban Nha được quan tâm ở tỉnh A Coruña
Danh sách di sản văn hóa Tây Ban Nha được quan tâm ở A Coruña (tỉnh).

## Các di sản liên quan đến nhiều thành phố
| Tên                                  | Dạng                  | Địa điểm              | Tọa độ | Số hồ sơ tham khảo? | Ngày nhận danh hiệu? | Hình ảnh                                                           |
| ------------------------------------ | --------------------- | --------------------- | ------ | ------------------- | -------------------- | ------------------------------------------------------------------ |
| Comarca Eume                         | Địa điểm lịch sử      | Varios municipios     |        | RI-54-0000036       | 13-08-1971           | Comarca Eumesa · Upload image                                      |
| Đường hành hương Santiago Compostela | Lịch sử và nghệ thuật | Municipios del Camino |        | RI-53-0000035-00007 | 05-09-1962           | El Camino de Santiago por la provincia de La Coruña · Upload image |

## Di tích theo thành phố

### A

#### Abegondo
| Tên              | Dạng                                                                    | Địa điểm             | Tọa độ                                        | Số hồ sơ tham khảo? | Ngày nhận danh hiệu? | Hình ảnh                            |
| ---------------- | ----------------------------------------------------------------------- | -------------------- | --------------------------------------------- | ------------------- | -------------------- | ----------------------------------- |
| Lâu đài Beldoña  | Di tích Lâu đài                                                         | Abegondo Beldoña     |                                               | RI-51-0008820       | 17-10-1994           | Upload image                        |
| Lâu đài Porcas   | Di tích Lâu đài                                                         | Abegondo Limiñón     | 43°15′06″B 8°15′02″T / 43,251787°B 8,250444°T | RI-51-0008819       | 17-10-1994           | Upload image                        |
| Tháp Cerca       | Di tích Tháp                                                            | Abegondo Cullergondo | 43°12′48″B 8°13′57″T / 43,213213°B 8,232391°T | RI-51-0008821       | 17-10-1994           | Upload image                        |
| Tháp Figueroa    | Di tích Tháp                                                            | Abegondo Erminde     | 43°13′14″B 8°19′15″T / 43,220564°B 8,32077°T  | RI-51-0008822       | 17-10-1994           | Torre de Figueroa · Upload image    |
| Tháp Peto Bordel | Di tích Kiến trúc phòng thủ Kiểu: Kiến trúc Gothic Thời gian: Thế kỷ 15 | Abegondo Sarandóns   |                                               | RI-51-0008823       | 17-10-1994           | Torre de Peto Bordel · Upload image |

#### Aranga
| Tên            | Dạng            | Địa điểm             | Tọa độ                                        | Số hồ sơ tham khảo? | Ngày nhận danh hiệu? | Hình ảnh     |
| -------------- | --------------- | -------------------- | --------------------------------------------- | ------------------- | -------------------- | ------------ |
| Lâu đài Aranga | Di tích Lâu đài | Aranga               | 43°13′31″B 8°00′31″T / 43,225365°B 8,008507°T | RI-51-0008824       | 17-10-1994           | Upload image |
| Tháp Teodomiro | Di tích Tháp    | Aranga Monte do Gato |                                               | RI-51-0008825       | 17-10-1994           | Upload image |

#### Arzúa
| Tên           | Dạng            | Địa điểm   | Tọa độ                                        | Số hồ sơ tham khảo? | Ngày nhận danh hiệu? | Hình ảnh     |
| ------------- | --------------- | ---------- | --------------------------------------------- | ------------------- | -------------------- | ------------ |
| Lâu đài Fruzo | Di tích Lâu đài | Arzúa Oíns | 42°56′59″B 8°16′00″T / 42,949654°B 8,266646°T | RI-51-0008827       | 17-10-1994           | Upload image |

### B

#### Bergondo
| Tên                                                                      | Dạng                 | Địa điểm | Tọa độ                                       | Số hồ sơ tham khảo? | Ngày nhận danh hiệu? | Hình ảnh                                                                                   |
| ------------------------------------------------------------------------ | -------------------- | -------- | -------------------------------------------- | ------------------- | -------------------- | ------------------------------------------------------------------------------------------ |
| Tu viện và Nhà thờ San Salvador                                          | Di tích Tu viện      | Bergondo | 43°19′21″B 8°14′29″T / 43,322598°B 8,24142°T | RI-51-0003916       | 17-08-1973           | Monasterio e Iglesia de San Salvador · Upload image                                        |
| Quần thể Histórico. Pazo Láncara hay Mariñán con sus Parques và Jardines | Khu phức hợp lịch sử | Bergondo |                                              | RI-53-0000140       | 05-10-1972           | Conjunto Histórico. Pazo de Láncara o de Mariñán con sus Parques y Jardines · Upload image |

#### Betanzos
| Tên                                   | Dạng                 | Địa điểm | Tọa độ                                        | Số hồ sơ tham khảo? | Ngày nhận danh hiệu? | Hình ảnh                                                   |
| ------------------------------------- | -------------------- | -------- | --------------------------------------------- | ------------------- | -------------------- | ---------------------------------------------------------- |
| Nhà thờ Santa María Azogue (Betanzos) | Di tích Nhà thờ      | Betanzos | 43°16′55″B 8°12′41″T / 43,281978°B 8,211494°T | RI-51-0001162       | 29-09-1944           | Iglesia de Santa María de Azogue (Betanzos) · Upload image |
| Nhà thờ San Francisco (Betanzos)      | Di tích Nhà thờ      | Betanzos | 43°16′56″B 8°12′42″T / 43,282259°B 8,211618°T | RI-51-0000166       | 29-09-1919           | Iglesia de San Francisco · Upload image                    |
| Quần thể Histórico Ciudad Betanzos    | Khu phức hợp lịch sử | Betanzos |                                               | RI-53-0000119       | 31-12-1970           | Upload image                                               |
| Tường Betanzos                        | Di tích Tường thành  | Betanzos | 43°16′56″B 8°12′48″T / 43,282187°B 8,213326°T | RI-51-0008828       | 17-10-1994           | Muralla de Betanzos · Upload image                         |

#### Boimorto
| Tên          | Dạng         | Địa điểm         | Tọa độ | Số hồ sơ tham khảo? | Ngày nhận danh hiệu? | Hình ảnh     |
| ------------ | ------------ | ---------------- | ------ | ------------------- | -------------------- | ------------ |
| Tháp Andabao | Di tích Tháp | Boimorto Andabao |        | RI-51-0008829       | 17-10-1994           | Upload image |

#### Boqueixón(Boqueixón)
| Tên          | Dạng         | Địa điểm          | Tọa độ                                   | Số hồ sơ tham khảo? | Ngày nhận danh hiệu? | Hình ảnh     |
| ------------ | ------------ | ----------------- | ---------------------------------------- | ------------------- | -------------------- | ------------ |
| Tháp Lestedo | Di tích Tháp | Boqueijón Lestedo | 42°47′57″B 8°28′12″T / 42,79924°B 8,47°T | RI-51-0008830       | 17-10-1994           | Upload image |

#### Brión, La Coruña
| Tên           | Dạng         | Địa điểm                  | Tọa độ                                        | Số hồ sơ tham khảo? | Ngày nhận danh hiệu? | Hình ảnh                          |
| ------------- | ------------ | ------------------------- | --------------------------------------------- | ------------------- | -------------------- | --------------------------------- |
| Tháp Altamira | Di tích Tháp | Brión, La Coruña Altamira | 42°52′39″B 8°41′15″T / 42,877506°B 8,687547°T | RI-51-0008831       | 17-10-1994           | Torres de Altamira · Upload image |

### C

#### Cabana de Bergantiños
| Tên            | Dạng                                        | Địa điểm                       | Tọa độ                                        | Số hồ sơ tham khảo? | Ngày nhận danh hiệu? | Hình ảnh                          |
| -------------- | ------------------------------------------- | ------------------------------ | --------------------------------------------- | ------------------- | -------------------- | --------------------------------- |
| Dolmen Dombate | Di tích Mộ đá Thời gian: Thời đại đồ đá mới | Cabana de Bergantiños          | 43°11′24″B 8°58′10″T / 43,190133°B 8,969483°T | RI-51-0004271       | 11-03-1978           | Dolmen de Dombate · Upload image  |
| Tháp Penela    | Di tích Kiến trúc phòng thủ                 | Cabana de Bergantiños A Penela | 43°11′09″B 8°51′29″T / 43,185876°B 8,857947°T | RI-51-0008832       | 17-10-1994           | Torre de la Penela · Upload image |

#### Cambre
| Tên                        | Dạng            | Địa điểm       | Tọa độ                                        | Số hồ sơ tham khảo? | Ngày nhận danh hiệu? | Hình ảnh                                        |
| -------------------------- | --------------- | -------------- | --------------------------------------------- | ------------------- | -------------------- | ----------------------------------------------- |
| Nhà thờ Santa María Cambre | Di tích Nhà thờ | Cambre         | 43°17′32″B 8°20′39″T / 43,29219°B 8,34404°T   | RI-51-0000541       | 03-06-1931           | Iglesia de Santa María de Cambre · Upload image |
| Tháp Andeiro               | Di tích Tháp    | Cambre Andeiro | 43°15′36″B 8°20′14″T / 43,259892°B 8,337141°T | RI-51-0008833       | 17-10-1994           | Torre de Andeiro · Upload image                 |

#### Capela(A Capela)
| Tên                       | Dạng            | Địa điểm | Tọa độ                                      | Số hồ sơ tham khảo? | Ngày nhận danh hiệu? | Hình ảnh                                       |
| ------------------------- | --------------- | -------- | ------------------------------------------- | ------------------- | -------------------- | ---------------------------------------------- |
| Tu viện San Juan Caaveiro | Di tích Tu viện | Capela   | 43°25′03″B 8°04′06″T / 43,4175°B 8,068333°T | RI-51-0004195       | 18-11-1975           | Monasterio de San Juan Caaveiro · Upload image |

#### Carral
| Tên              | Dạng         | Địa điểm                   | Tọa độ                                        | Số hồ sơ tham khảo? | Ngày nhận danh hiệu? | Hình ảnh                       |
| ---------------- | ------------ | -------------------------- | --------------------------------------------- | ------------------- | -------------------- | ------------------------------ |
| Tháp Pardo Bazán | Di tích Tháp | Carral                     |                                               | RI-51-0008834       | 17-10-1994           | Upload image                   |
| Tháp Balbén      | Di tích Tháp | Carral San Vicente de Vigo | 43°14′26″B 8°18′49″T / 43,240576°B 8,313496°T | RI-51-0008835       | 17-10-1994           | Torre de Balbén · Upload image |
| Tháp Echevarría  | Di tích Tháp | Carral Vigo                |                                               | RI-51-0008836       | 17-10-1994           | Upload image                   |

#### Cee, Galicia
| Tên                    | Dạng            | Địa điểm               | Tọa độ                                        | Số hồ sơ tham khảo? | Ngày nhận danh hiệu? | Hình ảnh     |
| ---------------------- | --------------- | ---------------------- | --------------------------------------------- | ------------------- | -------------------- | ------------ |
| Lâu đài Príncipe (Cee) | Di tích Lâu đài | Cee, Galicia Ameixenda | 42°55′43″B 9°10′09″T / 42,928628°B 9,169142°T | RI-51-0008837       | 17-10-1994           | Upload image |

#### Cerceda
| Tên              | Dạng            | Địa điểm        | Tọa độ | Số hồ sơ tham khảo? | Ngày nhận danh hiệu? | Hình ảnh     |
| ---------------- | --------------- | --------------- | ------ | ------------------- | -------------------- | ------------ |
| Tháp Boedo       | Di tích Tháp    | Cerceda Queixas |        | RI-51-0008838       | 17-10-1994           | Upload image |
| Lâu đài Cardenal | Di tích Lâu đài | Cerceda Queixas |        | RI-51-0008839       | 17-10-1994           | Upload image |

#### Coirós
| Tên         | Dạng             | Địa điểm                    | Tọa độ | Số hồ sơ tham khảo? | Ngày nhận danh hiệu? | Hình ảnh     |
| ----------- | ---------------- | --------------------------- | ------ | ------------------- | -------------------- | ------------ |
| Lugar Chelo | Địa điểm lịch sử | Coirós và Paderne, A Coruña |        | RI-54-0000041       | 18-08-1972           | Upload image |

#### Corcubión
| Tên                     | Dạng                 | Địa điểm  | Tọa độ | Số hồ sơ tham khảo? | Ngày nhận danh hiệu? | Hình ảnh     |
| ----------------------- | -------------------- | --------- | ------ | ------------------- | -------------------- | ------------ |
| Casco Antiguo Corcubión | Khu phức hợp lịch sử | Corcubión |        | RI-53-0000325       | 31-01-1985           | Upload image |

#### Coristanco
| Tên           | Dạng         | Địa điểm          | Tọa độ                                      | Số hồ sơ tham khảo? | Ngày nhận danh hiệu? | Hình ảnh                         |
| ------------- | ------------ | ----------------- | ------------------------------------------- | ------------------- | -------------------- | -------------------------------- |
| Tháp Nogueira | Di tích Tháp | Coristanco Seavia | 43°09′15″B 8°45′44″T / 43,15421°B 8,76221°T | RI-51-0008840       | 17-10-1994           | Torre de Nogueira · Upload image |

#### Culleredo
| Tên              | Dạng         | Địa điểm        | Tọa độ                                      | Số hồ sơ tham khảo? | Ngày nhận danh hiệu? | Hình ảnh                      |
| ---------------- | ------------ | --------------- | ------------------------------------------- | ------------------- | -------------------- | ----------------------------- |
| Tháp Celas Peiro | Di tích Tháp | Culleredo Celas | 43°14′58″B 8°24′31″T / 43,24954°B 8,40863°T | RI-51-0008842       | 17-10-1994           | Torre de Celas · Upload image |

### D

#### Dodro
| Tên           | Dạng                        | Địa điểm | Tọa độ                                        | Số hồ sơ tham khảo? | Ngày nhận danh hiệu? | Hình ảnh                          |
| ------------- | --------------------------- | -------- | --------------------------------------------- | ------------------- | -------------------- | --------------------------------- |
| Tháp Lestrove | Di tích Kiến trúc phòng thủ | Dodro    | 42°43′58″B 8°40′17″T / 42,732734°B 8,671303°T | RI-51-0008843       | 17-10-1994           | Torres de Lestrove · Upload image |

### F

#### Ferrol
| Tên                                           | Dạng                                | Địa điểm | Tọa độ                                        | Số hồ sơ tham khảo? | Ngày nhận danh hiệu? | Hình ảnh                                       |
| --------------------------------------------- | ----------------------------------- | -------- | --------------------------------------------- | ------------------- | -------------------- | ---------------------------------------------- |
| Lâu đài San Felipe (Ferrol)                   | Di tích Kiến trúc phòng thủ Lâu đài | Ferrol   | 43°27′53″B 8°16′54″T / 43,4646°B 8,2816°T     | RI-51-0008846       | 17-10-1994           | Castillo de San Felipe (Ferrol) · Upload image |
| Tháp Antiga                                   | Di tích Tháp                        | Ferrol   |                                               | RI-51-0008844       | 17-10-1994           | Upload image                                   |
| Lâu đài San Cristovo                          | Di tích Lâu đài                     | Ferrol   | 43°27′41″B 8°17′50″T / 43,461299°B 8,297296°T | RI-51-0008845       | 17-10-1994           | Castillo de San Cristovo · Upload image        |
| Quần thể Histórico Artístico Barrio Magdalena | Khu phức hợp lịch sử                | Ferrol   |                                               | RI-53-0000322       | 09-03-1984           | Upload image                                   |
| Lâu đài San Carlos (Ferrol)                   | Di tích Lâu đài                     | Ferrol   | 43°27′53″B 8°17′08″T / 43,464717°B 8,285623°T | RI-51-0008847       | 17-10-1994           | Castillo de San Carlos · Upload image          |
| Batería Viñas                                 | Di tích Batería                     | Ferrol   | 43°27′34″B 8°20′17″T / 43,459461°B 8,337969°T | RI-51-0008848       | 17-10-1994           | Batería de Viñas · Upload image                |
| Arsenal Ferrol                                | Di tích Arsenal                     | Ferrol   | 43°28′49″B 8°14′21″T / 43,48027°B 8,23923°T   | RI-51-0008849       | 17-10-1994           | Arsenal de Ferrol · Upload image               |

#### Fisterra(Fisterra)
| Tên                                  | Dạng | Địa điểm | Tọa độ | Số hồ sơ tham khảo? | Ngày nhận danh hiệu? | Hình ảnh     |
| ------------------------------------ | ---- | -------- | ------ | ------------------- | -------------------- | ------------ |
| Quần thể Khảo cổ Monte San Guillermo |      | Fisterra |        | RI-55-0000123       | 31-01-1985           | Upload image |

### L

#### A Coruña(A Coruña)
| Tên                                                                           | Dạng                                                           | Địa điểm                       | Tọa độ                                        | Số hồ sơ tham khảo? | Ngày nhận danh hiệu? | Hình ảnh                                                              |
| ----------------------------------------------------------------------------- | -------------------------------------------------------------- | ------------------------------ | --------------------------------------------- | ------------------- | -------------------- | --------------------------------------------------------------------- |
| Colegiata Santa María Campo                                                   | Di tích Kiến trúc tôn giáo Kiểu: Románico Thời gian: Thế kỷ 12 | La Coruña                      | 43°22′15″B 8°23′34″T / 43,370749°B 8,392683°T | RI-51-0000539       | 03-06-1931           | Colegiata de Santa María del Campo · Upload image                     |
| Tháp Hércules                                                                 | Di tích Tháp                                                   | A Coruña                       | 43°23′09″B 8°24′23″T / 43,38596°B 8,40649°T   | RI-51-0000540       | 03-06-1931           | Torre de Hércules · Upload image                                      |
| Quần thể Histórico Artístico cổng và tường thành Parrote và Jardín San Carlos | Khu phức hợp lịch sử                                           | A Coruña                       |                                               | RI-53-0000011       | 09-11-1944           | Upload image                                                          |
| Quần thể Histórico Quảng trường Santa Bárbara                                 | Khu phức hợp lịch sử                                           | A Coruña                       |                                               | RI-53-0000123       | 11-03-1971           | Upload image                                                          |
| Quần thể Histórico-artístico ciudad vieja Coruña                              | Khu phức hợp lịch sử                                           | A Coruña                       |                                               | RI-53-0000321       | 09-03-1984           | Conjunto Histórico-artístico ciudad vieja de la Coruña · Upload image |
| Ruinas Nhà thờ Ex-convento San Francisco                                      | Di tích Nhà thờ                                                | A Coruña                       | 43°21′46″B 8°24′53″T / 43,36277°B 8,41475°T   | RI-51-0001096       | 16-03-1939           | Ruinas Iglesia del Ex-convento de San Francisco · Upload image        |
| Bảo tàng Provincial Bellas Artes (Coruña)                                     | Di tích Bảo tàng                                               | A Coruña                       | 43°22′22″B 8°24′00″T / 43,372765°B 8,399944°T | RI-51-0001349       | 01-03-1962           | Museo Provincial de Bellas Artes (La Coruña) · Upload image           |
| Nhà thờ Santiago (A Coruña)                                                   | Di tích Nhà thờ                                                | A Coruña                       | 43°22′11″B 8°23′39″T / 43,369623°B 8,394092°T | RI-51-0003885       | 18-08-1972           | Iglesia de La Coruña · Upload image                                   |
| Lâu đài San Antón (Coruña)                                                    | Di tích Lâu đài                                                | A Coruña                       | 43°21′57″B 8°23′18″T / 43,365891°B 8,388416°T | RI-51-0008841       | 17-10-1994           | Castillo de San Antón (La Coruña) · Upload image                      |
| Nhà thờ Parroquial San Jorge                                                  | Di tích Nhà thờ                                                | A Coruña                       | 43°22′18″B 8°23′49″T / 43,371655°B 8,396994°T | RI-51-0004178       | 23-08-1975           | Iglesia Parroquial de San Jorge · Upload image                        |
| Nhà ở Paredes                                                                 | Di tích Nhà                                                    | A Coruña                       | 43°22′10″B 8°24′01″T / 43,369474°B 8,40018°T  | RI-51-0004632       | 17-04-1982           | Casas de Paredes · Upload image                                       |
| Jardín San Carlos                                                             | Jardín histórico                                               | A Coruña                       |                                               | RI-52-0000026       | 09-11-1944           | Upload image                                                          |
| Archivo Reino Galicia                                                         | Lưu trữ                                                        | A Coruña                       |                                               | RI-AR-0000027       | 10-11-1997           | Archivo del Reino de Galicia · Upload image                           |
| Castro Elviña                                                                 | Di tích Castro                                                 | A Coruña San Vicente de Elviña | 43°19′47″B 8°24′59″T / 43,32973°B 8,41633°T   | RI-51-0001434       | 05-07-1962           | Castro de Elviña · Upload image                                       |
| Thư viện Pública Estado (Coruña)                                              |                                                                | A Coruña Biblioteca            |                                               | RI-BI-0000016       | 25-06-1985           | Upload image                                                          |

#### A Laracha(A Laracha)
| Tên       | Dạng         | Địa điểm             | Tọa độ                                        | Số hồ sơ tham khảo? | Ngày nhận danh hiệu? | Hình ảnh     |
| --------- | ------------ | -------------------- | --------------------------------------------- | ------------------- | -------------------- | ------------ |
| Tháp Viso | Di tích Tháp | A Laracha Montemayor | 43°11′20″B 8°35′02″T / 43,188866°B 8,584018°T | RI-51-0008850       | 17-10-1994           | Upload image |

#### Laxe(Laxe)
| Tên                    | Dạng            | Địa điểm    | Tọa độ                                        | Số hồ sơ tham khảo? | Ngày nhận danh hiệu? | Hình ảnh                                    |
| ---------------------- | --------------- | ----------- | --------------------------------------------- | ------------------- | -------------------- | ------------------------------------------- |
| Nhà thờ Santiago Traba | Di tích Nhà thờ | Laxe        | 43°10′52″B 9°02′07″T / 43,181057°B 9,035351°T | RI-51-0008765       | 27-01-1995           | Iglesia de Santiago de Traba · Upload image |
| Tháp Xallóns           | Di tích Tháp    | Laxe Sarces |                                               | RI-51-0008851       | 17-10-1994           | Upload image                                |

#### Lousame
| Tên                 | Dạng            | Địa điểm | Tọa độ                                        | Số hồ sơ tham khảo? | Ngày nhận danh hiệu? | Hình ảnh                                 |
| ------------------- | --------------- | -------- | --------------------------------------------- | ------------------- | -------------------- | ---------------------------------------- |
| Tu viện Toxos Outos | Di tích Tu viện | Lousame  | 42°48′42″B 8°49′12″T / 42,811776°B 8,819964°T | RI-51-0011159       | 27-05-2004           | Monasterio de Toxos Outos · Upload image |

### M

#### Malpica de Bergantiños
| Tên                   | Dạng                                      | Địa điểm                                | Tọa độ                                        | Số hồ sơ tham khảo? | Ngày nhận danh hiệu? | Hình ảnh                                       |
| --------------------- | ----------------------------------------- | --------------------------------------- | --------------------------------------------- | ------------------- | -------------------- | ---------------------------------------------- |
| Pháo đài Tháp Mens    | Di tích Kiến trúc quân sự Tháp            | Malpica de Bergantiños Santiago de Mens | 43°17′50″B 8°51′53″T / 43,297269°B 8,864636°T | RI-51-0006925       | 22-04-1949           | Fortaleza de las Torres de Mens · Upload image |
| Nhà thờ Santiago Mens | Di tích Kiến trúc tôn giáo Kiểu: Románico | Malpica de Bergantiños Santiago de Mens | 43°17′52″B 8°52′05″T / 43,297796°B 8,868161°T | RI-51-0004360       | 25-05-1979           | Iglesia de Santiago de Mens · Upload image     |

#### Mañón
| Tên       | Dạng         | Địa điểm                 | Tọa độ                                        | Số hồ sơ tham khảo? | Ngày nhận danh hiệu? | Hình ảnh     |
| --------- | ------------ | ------------------------ | --------------------------------------------- | ------------------- | -------------------- | ------------ |
| Tháp Lama | Di tích Tháp | Mañón As Ribeiras do Sor | 43°42′57″B 7°42′18″T / 43,715787°B 7,704919°T | RI-51-0008852       | 17-10-1994           | Upload image |

#### Melide, A Coruña(Melide)
| Tên            | Dạng            | Địa điểm                | Tọa độ | Số hồ sơ tham khảo? | Ngày nhận danh hiệu? | Hình ảnh     |
| -------------- | --------------- | ----------------------- | ------ | ------------------- | -------------------- | ------------ |
| Lâu đài Grobas | Di tích Lâu đài | Melide, A Coruña Grobas |        | RI-51-0008853       | 17-10-1994           | Upload image |

#### Mesía
| Tên           | Dạng            | Địa điểm | Tọa độ                                        | Số hồ sơ tham khảo? | Ngày nhận danh hiệu? | Hình ảnh                         |
| ------------- | --------------- | -------- | --------------------------------------------- | ------------------- | -------------------- | -------------------------------- |
| Lâu đài Mesía | Di tích Lâu đài | Mesía    | 43°07′05″B 8°14′35″T / 43,117969°B 8,243025°T | RI-51-0008854       | 17-10-1994           | Castillo de Mesía · Upload image |

#### Moeche
| Tên            | Dạng            | Địa điểm | Tọa độ                                      | Số hồ sơ tham khảo? | Ngày nhận danh hiệu? | Hình ảnh                          |
| -------------- | --------------- | -------- | ------------------------------------------- | ------------------- | -------------------- | --------------------------------- |
| Lâu đài Moeche | Di tích Lâu đài | Moeche   | 43°33′00″B 7°59′35″T / 43,54992°B 7,99296°T | RI-51-0008855       | 17-10-1994           | Castillo de Moeche · Upload image |

#### Monfero
| Tên                                   | Dạng            | Địa điểm | Tọa độ                                       | Số hồ sơ tham khảo? | Ngày nhận danh hiệu? | Hình ảnh                                           |
| ------------------------------------- | --------------- | -------- | -------------------------------------------- | ------------------- | -------------------- | -------------------------------------------------- |
| Tu viện Santa María Monfero (Monfero) | Di tích Tu viện | Monfero  | 43°20′26″B 8°02′12″T / 43,340494°B 8,03676°T | RI-51-0000545       | 03-06-1931           | Monasterio de Santa María (Monfero) · Upload image |

#### Mugardos
| Tên           | Dạng            | Địa điểm | Tọa độ                                        | Số hồ sơ tham khảo? | Ngày nhận danh hiệu? | Hình ảnh                                    |
| ------------- | --------------- | -------- | --------------------------------------------- | ------------------- | -------------------- | ------------------------------------------- |
| Lâu đài Palma | Di tích Lâu đài | Mugardos | 43°27′44″B 8°16′28″T / 43,462278°B 8,274394°T | RI-51-0008856       | 17-10-1994           | Castillo de Palma (Mugardos) · Upload image |

#### Muxía(Muxía)
| Tên                                                                 | Dạng                 | Địa điểm      | Tọa độ | Số hồ sơ tham khảo? | Ngày nhận danh hiệu? | Hình ảnh                                                                                       |
| ------------------------------------------------------------------- | -------------------- | ------------- | ------ | ------------------- | -------------------- | ---------------------------------------------------------------------------------------------- |
| Quần thể Histórico. Nhà thờ và Edificios Antiguo Tu viện San Julián | Khu phức hợp lịch sử | Muxía Moraime |        | RI-53-0000138       | 18-08-1972           | Conjunto Histórico. la Iglesia y Edificios del Antiguo Monasterio de San Julián · Upload image |

#### Muros, A Coruña
| Tên                            | Dạng                 | Địa điểm        | Tọa độ                                        | Số hồ sơ tham khảo? | Ngày nhận danh hiệu? | Hình ảnh                        |
| ------------------------------ | -------------------- | --------------- | --------------------------------------------- | ------------------- | -------------------- | ------------------------------- |
| Tường Muros                    | Di tích Tường thành  | Muros, A Coruña | 42°46′24″B 9°03′23″T / 42,773467°B 9,056366°T | RI-51-0008857       | 17-10-1994           | Muralla de Muros · Upload image |
| Quần thể Histórico Villa Muros | Khu phức hợp lịch sử | Muros, A Coruña |                                               | RI-53-0000113       | 29-05-1970           | Upload image                    |

### N

#### Narón
| Tên                                 | Dạng                                      | Địa điểm    | Tọa độ                                        | Số hồ sơ tham khảo? | Ngày nhận danh hiệu? | Hình ảnh                                                   |
| ----------------------------------- | ----------------------------------------- | ----------- | --------------------------------------------- | ------------------- | -------------------- | ---------------------------------------------------------- |
| Nhà thờ và Tu viện San Martín Jubia | Di tích Kiến trúc tôn giáo Kiểu: Románico | Narón Jubia | 43°29′53″B 8°10′27″T / 43,498056°B 8,174167°T | RI-51-0005027       | 18-08-1972           | Iglesia y Monasterio de San Martín de Jubia · Upload image |

#### Noia(Noia)
| Tên                                               | Dạng                 | Địa điểm                | Tọa độ                                        | Số hồ sơ tham khảo? | Ngày nhận danh hiệu? | Hình ảnh                                                         |
| ------------------------------------------------- | -------------------- | ----------------------- | --------------------------------------------- | ------------------- | -------------------- | ---------------------------------------------------------------- |
| Tường Noya                                        | Di tích Tường thành  | Noia                    | 42°47′02″B 8°53′13″T / 42,783815°B 8,887044°T | RI-51-0008858       | 17-10-1994           | Muralla de Noya · Upload image                                   |
| Quần thể Histórico Artístico Casco Antiguo (Noya) | Khu phức hợp lịch sử | Noia                    |                                               | RI-53-0000326       | 31-01-1985           | Conjunto Histórico Artístico Casco Antiguo (Noya) · Upload image |
| Nhà thờ San Martín (Noya)                         | Di tích Nhà thờ      | Noia                    | 42°46′56″B 8°53′19″T / 42,782297°B 8,888685°T | RI-51-0000544       | 03-06-1931           | Iglesia de San Martín (Noya) · Upload image                      |
| Nhà thờ và Cementerio Santa María Nueva           | Di tích Nhà thờ      | Noia                    | 42°47′01″B 8°53′09″T / 42,783488°B 8,885955°T | RI-51-0003901       | 05-04-1973           | Iglesia y Cementerio de Santa María la Nueva · Upload image      |
| Pazo do Forno do rato                             | Di tích Nhà          | Noia C/ Oviedo Arce, 32 | 42°46′59″B 8°53′12″T / 42,783068°B 8,886677°T | RI-51-0004515       | 04-09-1981           | Pazo do Forno do rato · Upload image                             |

### O

#### Oleiros, Galicia
| Tên                | Dạng            | Địa điểm               | Tọa độ                                        | Số hồ sơ tham khảo? | Ngày nhận danh hiệu? | Hình ảnh                              |
| ------------------ | --------------- | ---------------------- | --------------------------------------------- | ------------------- | -------------------- | ------------------------------------- |
| Tháp Coruxo        | Di tích Tháp    | Oleiros, Galicia Lians | 43°20′49″B 8°20′37″T / 43,346938°B 8,343656°T | RI-51-0008859       | 17-10-1994           | Torre de Coruxo · Upload image        |
| Tháp Lorbé         | Di tích Tháp    | Oleiros, Galicia Lorbé | 43°23′24″B 8°18′28″T / 43,389995°B 8,307842°T | RI-51-0008860       | 17-10-1994           | Torre de Lorbé · Upload image         |
| Lâu đài Santa Cruz | Di tích Lâu đài | Oleiros, Galicia Liáns | 43°20′54″B 8°21′01″T / 43,348356°B 8,350178°T | RI-51-0008861       | 17-10-1994           | Castillo de Santa Cruz · Upload image |

#### Oza dos Ríos(Oza dos Ríos)
| Tên                                        | Dạng            | Địa điểm                             | Tọa độ                                        | Số hồ sơ tham khảo? | Ngày nhận danh hiệu? | Hình ảnh                                                               |
| ------------------------------------------ | --------------- | ------------------------------------ | --------------------------------------------- | ------------------- | -------------------- | ---------------------------------------------------------------------- |
| Nhà thờ Antiguo Tu viện San Salvador Cines | Di tích Nhà thờ | Oza dos Ríos Cines (Oza de los Ríos) | 43°13′18″B 8°13′18″T / 43,221549°B 8,221689°T | RI-51-0004485       | 27-03-1981           | Iglesia del Antiguo Monasterio de San Salvador de Cines · Upload image |

### P

#### Paderne, A Coruña
| Tên         | Dạng             | Địa điểm          | Tọa độ | Số hồ sơ tham khảo? | Ngày nhận danh hiệu? | Hình ảnh     |
| ----------- | ---------------- | ----------------- | ------ | ------------------- | -------------------- | ------------ |
| Lugar Chelo | Địa điểm lịch sử | Paderne và Coirós |        | RI-54-0000041       | 18-08-1972           | Upload image |

#### Padrón
| Tên                                  | Dạng             | Địa điểm           | Tọa độ | Số hồ sơ tham khảo? | Ngày nhận danh hiệu? | Hình ảnh                                                  |
| ------------------------------------ | ---------------- | ------------------ | ------ | ------------------- | -------------------- | --------------------------------------------------------- |
| Nhà Bảo tàng Rosalia Castro          | Di tích Bảo tàng | Padrón             |        | RI-51-0003957       | 30-08-1974           | Casa Museo de Rosalia de Castro · Upload image            |
| Nhà Bảo tàng Rosalía Castro          | Địa điểm lịch sử | Padrón             |        | RI-54-0000051       | 11-11-1977           | Upload image                                              |
| Ex-colegiata Santa María Iria Flavia | Di tích Nhà thờ  | Padrón Iria Flavia |        | RI-51-0004179       | 23-08-1975           | Ex-colegiata de Santa María de Iria Flavia · Upload image |
| Jardín Villa (Padrón)                | Jardín histórico | Padrón             |        | RI-52-0000029       | 11-01-1946           | Upload image                                              |
| Igrexa Santa María Herbón            | Di tích Nhà thờ  | Padrón Herbón      |        | RI-51-0004627       | 02-04-1982           | Upload image                                              |
| Tháp Monte                           | Di tích Tháp     | Padrón Iria Flavia |        | RI-51-0008862       | 17-10-1994           | Upload image                                              |

#### A Pobra do Caramiñal(A Pobra do Caramiñal)
| Tên                      | Dạng         | Địa điểm                        | Tọa độ                                        | Số hồ sơ tham khảo? | Ngày nhận danh hiệu? | Hình ảnh                                   |
| ------------------------ | ------------ | ------------------------------- | --------------------------------------------- | ------------------- | -------------------- | ------------------------------------------ |
| Torre-fortaleza Junquera | Di tích Tháp | A Pobra do Caramiñal Xunqueiras | 42°35′42″B 8°56′58″T / 42,594983°B 8,949333°T | RI-51-0004482       | 27-03-1981           | Torre-fortaleza de Junquera · Upload image |
| Tháp Bermúdez            | Di tích Tháp | A Pobra do Caramiñal            | 42°36′12″B 8°56′15″T / 42,603386°B 8,937596°T | RI-51-0004206       | 09-01-1976           | Torre de Bermúdez · Upload image           |

#### Ponteceso(Ponteceso)
| Tên        | Dạng                        | Địa điểm         | Tọa độ | Số hồ sơ tham khảo? | Ngày nhận danh hiệu? | Hình ảnh                      |
| ---------- | --------------------------- | ---------------- | ------ | ------------------- | -------------------- | ----------------------------- |
| Tháp Tallo | Di tích Kiến trúc phòng thủ | Puenteceso Tallo |        | RI-51-0008863       | 17-10-1994           | Torre de Tallo · Upload image |

#### Pontedeume(Pontedeume)
| Tên                                         | Dạng                 | Địa điểm                        | Tọa độ                                        | Số hồ sơ tham khảo? | Ngày nhận danh hiệu? | Hình ảnh                                                    |
| ------------------------------------------- | -------------------- | ------------------------------- | --------------------------------------------- | ------------------- | -------------------- | ----------------------------------------------------------- |
| Lâu đài Nogueirosa                          | Di tích Lâu đài      | Pontedeume Nogueirosa           | 43°23′30″B 8°08′08″T / 43,39158°B 8,13545°T   | RI-51-0008864       | 17-10-1994           | Castillo de Nogueirosa · Upload image                       |
| Pazo Pháo đài Condes Andrade                | Di tích Cung điện    | Pontedeume                      | 43°24′28″B 8°10′19″T / 43,407675°B 8,171991°T | RI-51-0000301       | 13-09-1924           | Pazo Fortaleza de los Condes de Andrade · Upload image      |
| Nhà thờ San Miguel (Breamo San Miguel)      | Di tích Nhà thờ      | Pontedeume Breamo de San Miguel | 43°24′00″B 8°11′01″T / 43,39994°B 8,18351°T   | RI-51-0000542       | 03-06-1931           | Iglesia de San Miguel (Breamo de San Miguel) · Upload image |
| Quần thể Histórico Artístico Comarca Eumesa | Khu phức hợp lịch sử | Pontedeume và các đô thị khác   |                                               | RI-53-0000132       | 13-08-1971           | Upload image                                                |

#### As Pontes de García Rodríguez(As Pontes de García Rodríguez)
| Tên                      | Dạng            | Địa điểm                      | Tọa độ | Số hồ sơ tham khảo? | Ngày nhận danh hiệu? | Hình ảnh     |
| ------------------------ | --------------- | ----------------------------- | ------ | ------------------- | -------------------- | ------------ |
| Lâu đài García Rodríguez | Di tích Lâu đài | As Pontes de García Rodríguez |        | RI-51-0008865       | 17-10-1994           | Upload image |

### R

#### Rianxo
| Tên          | Dạng                               | Địa điểm | Tọa độ                                      | Số hồ sơ tham khảo? | Ngày nhận danh hiệu? | Hình ảnh                       |
| ------------ | ---------------------------------- | -------- | ------------------------------------------- | ------------------- | -------------------- | ------------------------------ |
| Pazo Martelo | Di tích Kiến trúc dân sự Cung điện | Rianjo   | 42°39′02″B 8°49′08″T / 42,6506°B 8,818981°T | RI-51-0003899       | 08-03-1973           | Pazo de Martelo · Upload image |

#### Santa Uxía de Ribeira(Ribeira)
| Tên            | Dạng            | Địa điểm | Tọa độ                                        | Số hồ sơ tham khảo? | Ngày nhận danh hiệu? | Hình ảnh                         |
| -------------- | --------------- | -------- | --------------------------------------------- | ------------------- | -------------------- | -------------------------------- |
| Dolmen Axeitos | Di tích Dolmen  | Riveira  | 42°36′01″B 9°01′03″T / 42,600222°B 9,017447°T | RI-51-0004270       | 11-03-1978           | Dolmen de Axeitos · Upload image |
| Lâu đài Carita | Di tích Lâu đài | Riveira  |                                               | RI-51-0008866       | 17-10-1994           | Upload image                     |

### S

#### Sada, Galicia
| Tên         | Dạng             | Địa điểm      | Tọa độ                                        | Số hồ sơ tham khảo? | Ngày nhận danh hiệu? | Hình ảnh                        |
| ----------- | ---------------- | ------------- | --------------------------------------------- | ------------------- | -------------------- | ------------------------------- |
| Tháp Meirás | Di tích Tháp     | Sada, Galicia | 43°21′27″B 8°17′45″T / 43,357528°B 8,295783°T | RI-51-0000265       | 30-12-2008           | Torres de Meirás · Upload image |
| Terraza     | Di tích Edificio | Sada, Galicia |                                               |                     | 09-05-2010           | La Terraza · Upload image       |

#### San Sadurniño(San Sadurniño)
| Tên            | Dạng            | Địa điểm      | Tọa độ | Số hồ sơ tham khảo? | Ngày nhận danh hiệu? | Hình ảnh     |
| -------------- | --------------- | ------------- | ------ | ------------------- | -------------------- | ------------ |
| Lâu đài Naraío | Di tích Lâu đài | San Saturnino |        | RI-51-0008867       | 17-10-1994           | Upload image |

#### Santa Comba, Galicia
| Tên          | Dạng         | Địa điểm             | Tọa độ | Số hồ sơ tham khảo? | Ngày nhận danh hiệu? | Hình ảnh     |
| ------------ | ------------ | -------------------- | ------ | ------------------- | -------------------- | ------------ |
| Tháp Randufe | Di tích Tháp | Santa Comba, Galicia |        | RI-51-0008868       | 17-10-1994           | Upload image |

#### Santiago de Compostela
| Tên                                         | Dạng | Địa điểm                                       | Tọa độ                                        | Số hồ sơ tham khảo? | Ngày nhận danh hiệu? | Hình ảnh                                                         |
| ------------------------------------------- | --- | ---------------------------------------------- | --------------------------------------------- | ------------------- | -------------------- | ---------------------------------------------------------------- |
| Thư viện Pública Estado                     | Thư viện                                                                                                  | Santiago de Compostela Avda. de Xoán XXIII s/n | 42°53′01″B 8°32′39″T / 42,883733°B 8,544146°T | RI-BI-0000033       | 25-06-1985           | Upload image                                                     |
| Capilla Gran Bệnh viện Real                 | Di tích Kiến trúc tôn giáo Nhà thờ                                                                        | Santiago de Compostela                         | 42°52′53″B 8°32′45″T / 42,881452°B 8,54591°T  | RI-51-0000125       | 30-12-1912           | Capilla del Gran Hospital Real · Upload image                    |
| Nhà thờ chính tòa Santiago Compostela       | Di tích Kiến trúc tôn giáo Kiến trúc: Kiến trúc Roman, Kiến trúc Baroque và Arquitectura gótica en España | Santiago de Compostela                         | 42°52′50″B 8°32′42″T / 42,880556°B 8,545°T    | RI-51-0000072       | 22-08-1896           | Catedral de Santiago de Compostela · Upload image                |
| Tu viện Santo Domingo Bonaval               | Di tích Kiến trúc tôn giáo Tu viện                                                                        | Santiago de Compostela                         | 42°52′57″B 8°32′19″T / 42,88259°B 8,53866°T   | RI-51-0000126       | 30-12-1912           | Iglesia de Santo Domingo de Bonaval · Upload image               |
| Tu viện San Lorenzo Trasouto                | Di tích Kiến trúc tôn giáo Tu viện                                                                        | Santiago de Compostela                         | 42°52′41″B 8°33′27″T / 42,878048°B 8,557631°T | RI-51-0004356       | 27-04-1979           | Monasterio de San Lorenzo Trasouto · Upload image                |
| Santiago Compostela                         | Khu phức hợp lịch sử artístico                                                                            | Santiago de Compostela                         | 42°52′49″B 8°32′45″T / 42,880409°B 8,5457°T   | RI-53-0000003       | 09-03-1940           | Santiago de Compostela · Upload image                            |
| Nhà thờ Santa María Real Sar                | Di tích Nhà thờ                                                                                           | Santiago de Compostela Sar                     | 42°52′21″B 8°32′13″T / 42,872439°B 8,536989°T | RI-51-0000071       | 14-08-1895           | Iglesia de Santa María la Real del Sar · Upload image            |
| Palacio Arzobispal Santiago Compostela      | Di tích Cung điện                                                                                         | Santiago de Compostela                         | 42°52′51″B 8°32′43″T / 42,880846°B 8,54526°T  | RI-51-0000538       | 03-06-1931           | Palacio Arzobispal de Santiago de Compostela · Upload image      |
| Hostal Reyes Catolicos                      | Di tích Bệnh viện                                                                                         | Santiago de Compostela                         | 42°52′52″B 8°32′45″T / 42,881055°B 8,545829°T | RI-51-0000543       | 03-06-1931           | Hospital Real de Santiago de Compostela · Upload image           |
| Nhà thờ San Francisco (Santiago Compostela) | Di tích Nhà thờ                                                                                           | Santiago de Compostela                         | 42°53′01″B 8°32′42″T / 42,883551°B 8,545035°T | RI-51-0005026       | 16-08-1896           | Iglesia de San Francisco (Santiago de Compostela) · Upload image |

#### Sobrado, A Coruña
| Tên                         | Dạng            | Địa điểm          | Tọa độ                                        | Số hồ sơ tham khảo? | Ngày nhận danh hiệu? | Hình ảnh                                           |
| --------------------------- | --------------- | ----------------- | --------------------------------------------- | ------------------- | -------------------- | -------------------------------------------------- |
| Tu viện Santa María Sobrado | Di tích Tu viện | Sobrado, A Coruña | 43°02′19″B 8°01′22″T / 43,038658°B 8,022723°T | RI-51-0000547       | 03-06-1931           | Monasterio de Santa María (Sobrado) · Upload image |

### T

#### Toques
| Tên                        | Dạng            | Địa điểm                     | Tọa độ                                        | Số hồ sơ tham khảo? | Ngày nhận danh hiệu? | Hình ảnh                                        |
| -------------------------- | --------------- | ---------------------------- | --------------------------------------------- | ------------------- | -------------------- | ----------------------------------------------- |
| Nhà thờ San Antolín Toques | Di tích Nhà thờ | Toques Santa María de Capela | 42°58′42″B 7°59′00″T / 42,978214°B 7,983222°T | RI-51-0008302       | 10-06-1994           | Iglesia de San Antolín de Toques · Upload image |

#### Tordoia(Tordoia)
| Tên               | Dạng           | Địa điểm | Tọa độ                                        | Số hồ sơ tham khảo? | Ngày nhận danh hiệu? | Hình ảnh                            |
| ----------------- | -------------- | -------- | --------------------------------------------- | ------------------- | -------------------- | ----------------------------------- |
| Dolmen Cabaleiros | Di tích Dolmen | Tordoia  | 43°05′49″B 8°33′01″T / 43,096856°B 8,550354°T | RI-51-0004272       | 11-03-1978           | Dolmen de Cabaleiros · Upload image |

### V

#### Vedra
| Tên                       | Dạng         | Địa điểm        | Tọa độ                                        | Số hồ sơ tham khảo? | Ngày nhận danh hiệu? | Hình ảnh     |
| ------------------------- | ------------ | --------------- | --------------------------------------------- | ------------------- | -------------------- | ------------ |
| Pazo Santa Cruz Ribadulla | Di tích Pazo | Vedra Ribadulla | 42°46′17″B 8°25′33″T / 42,771388°B 8,425806°T | RI-51-0010112       |                      | Upload image |

#### Vilasantar
| Tên                         | Dạng            | Địa điểm           | Tọa độ                                       | Số hồ sơ tham khảo? | Ngày nhận danh hiệu? | Hình ảnh                                         |
| --------------------------- | --------------- | ------------------ | -------------------------------------------- | ------------------- | -------------------- | ------------------------------------------------ |
| Nhà thờ Santa María Mezonzo | Di tích Nhà thờ | Vilasantar Mezonzo | 43°03′37″B 8°08′05″T / 43,06036°B 8,134684°T | RI-51-0000546       | 03-06-1931           | Iglesia de Santa María de Mezonzo · Upload image |

#### Vimianzo
| Tên              | Dạng                                                                     | Địa điểm | Tọa độ                                        | Số hồ sơ tham khảo? | Ngày nhận danh hiệu? | Hình ảnh                            |
| ---------------- | ------------------------------------------------------------------------ | -------- | --------------------------------------------- | ------------------- | -------------------- | ----------------------------------- |
| Lâu đài Vimianzo | Di tích Kiến trúc phòng thủ Thời gian: Thế kỷ 13, Thế kỷ 14 và Thế kỷ 15 | Vimianzo | 43°06′40″B 9°01′54″T / 43,111147°B 9,031758°T | RI-51-0008869       | 17-10-1994           | Castillo de Vimianzo · Upload image |
| Tháp Cereixo     | Di tích Kiến trúc phòng thủ                                              | Vimianzo | 43°07′57″B 9°07′37″T / 43,132362°B 9,127056°T | RI-51-0002363       | 01-02-1989           | Torres de Cereixo · Upload image    |

### Z

#### Zas
| Tên          | Dạng         | Địa điểm   | Tọa độ                                        | Số hồ sơ tham khảo? | Ngày nhận danh hiệu? | Hình ảnh                     |
| ------------ | ------------ | ---------- | --------------------------------------------- | ------------------- | -------------------- | ---------------------------- |
| Tháp do Allo | Di tích Tháp | Zas O Allo | 43°09′36″B 8°56′21″T / 43,159879°B 8,939097°T | RI-51-0008870       | 17-10-1994           | Torre do Allo · Upload image |